# تشاه حسين جمال (كبغان)
تشاه حسین جمال (بالفارسية: چاه‌حسین‌جمال) هي قرية تقع في إيران في قسم كبغان الريفي. يقدر عدد سكانها بـ 123 نسمة بحسب إحصاء 2016.